# Statue d'Élisabeth II (Winnipeg)
Pour les articles homonymes, voir Statue d'Élisabeth II.
Une statue d'Élisabeth II réalisée par Leo Mol est installée à Winnipeg, dans le Manitoba, au Canada.

## Description
La sculpture en bronze d'Élisabeth II mesure 2,73 mètres,.
Leo Mol achève la statue en 1970. La sculpture est installée à l'origine dans les jardins Steinkopf du Centennial Concert Hall (en), dans le centre-ville de Winnipeg,. En juillet 2010, la statue est déplacée sur le site de Government House (en). Élisabeth II se rend à Winnipeg pour l'inauguration, accompagnée du prince Philip, duc d'Édimbourg.

## Dégradation
Le 1er juillet 2021, jour de la Fête du Canada, la statue est renversée et recouverte de peinture rouge lors d'une manifestation dénonçant la mort d'enfants autochtones dans les pensionnats canadiens. Au même moment, une statue de la reine Victoria, située devant le palais législatif du Manitoba, non loin de là, est aussi renversée et décapitée. La statue de Victoria est jugée irréparable et le gouvernement provincial annonce qu'elle ne sera pas remplacée,, ; la statue d'Élisabeth II est quant à elle restaurée et remise en place le 2 juin 2023, à l'occasion du 70e anniversaire de son couronnement,.
Bien que les deux reines aient été des monarques constitutionnels (ce qui signifie qu'elles n'élaboraient pas de politiques ou de lois et qu'elles étaient tenues de suivre les conseils et les directives de leurs ministres et de leurs parlementaires) et que le Canada ait cessé d'être une colonie du Royaume-Uni en 1867 et définitivement quitté le giron de la Couronne britannique en 1931 (ce qui signifie qu'Élisabeth II régnait distinctement sur le Canada en tant que reine du Canada), les manifestants qui ont abattu les statues estimaient que les deux reines représentaient l'histoire coloniale du pays,.